# Кашалоты
Кашалоты (лат. Physeteroidea) — надсемейство зубатых китов, включающее 3 современных вида — обыкновенного кашалота из семейства Physeteridae, карликового кашалота и кашалота-малютку из семейства Kogiidae. В прошлом эти роды иногда объединялись в одно семейство, Physeteridae, где род Kogia был в подсемействе Kogiinae; однако недавняя практика заключается в выделении рода Kogia в его собственное семейство, Kogiidae, оставляя Physeteridae как монотипическое (единственный сохранившийся вид) семейство, хотя известны и некоторые ископаемые представители обоих семейств.

## Характеристики

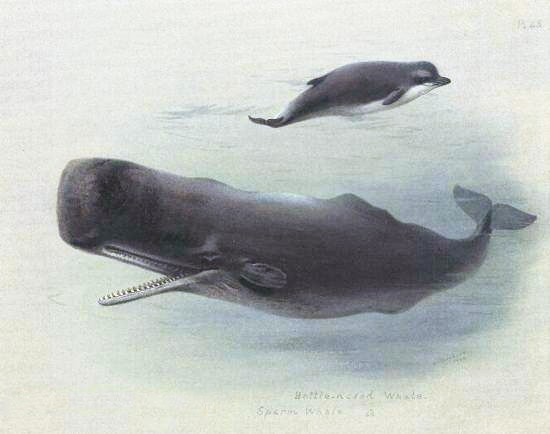
Кашалот и высоколобый бутылконос (картина Арчибальда Торберна, 1920 год)

Кашалот (Physeter macrocephalus) - самый крупный вид зубатых китов. Взрослые самцы достигают 15-18 м (49-59 футов) в длину и весят около 45-70 метрических тонн (44-69 длинных тонн; 50-77 коротких тонн). Два вида Kogiidae намного меньше, около 2,5-3,5 м (от 8 футов 2 дюйма до 11 футов 6 дюймов) в длину и весом 350-500 кг (770-1,100 фунтов).
Тела кашалотов имеют крепкие пропорции, с плавниками в форме лопаток. Нижняя челюсть всегда относительно маленькая и тонкая по сравнению с верхней челюстью. Носовые кости этих китов отчетливо асимметричны, дыхало расположено на левой стороне головы; у кашалота оно находится ближе к макушке головы, в то время как у карликовых кашалотов оно находится дальше вперед. Все виды имеют большое количество похожих и относительно простых зубов. У Kogiidae, а иногда и у кашалота, зубы в верхней челюсти не прорезаются, а иногда и вовсе отсутствуют.
Глаза Physeterоidea не могут поворачиваться в своих глазницах и обладают только рудиментарной передней камерой. Эхолокация, вероятно, является гораздо более важным чувством для этих животных, чем зрение.
Другой общей характеристикой является спермацет, полужидкое воскообразное белое вещество, заполняющее спермацетовый мешок — орган из спермацета в голове кита, который играет основную роль в производстве и направленном манипулировании сфокусированными щелкающими звуками, используемыми для эхолокации у обыкновенного кашалота. Все три вида ныряют на большие глубины в поисках пищи, хотя считается, что кашалот ныряет гораздо глубже, чем оба вида карликовых кашалотов. Представители обоих семейств едят в основном кальмаров и рыбу (иногда даже акул).
Беременность длится от 9 до 15 месяцев, в зависимости от вида. Единственный теленок остается с матерью не менее двух лет, прежде чем перестанет пить материнское молоко. Physeterоidea не достигают полной половой зрелости в течение нескольких лет. Все виды собираются в стада, состоящие в основном из самок, детенышей и самцов-подростков, хотя размеры этих стручков у Kogiidae обычно меньше.

## Эволюция
Самые ранние окаменелости кашалотов известны из позднего олигоцена – около 25 миллионов лет назад, с родословной, восходящей к позднему эоцену, прежде чем отделиться от остальной линии Odontocetidae, ведущей к дельфинам и морским свиньям.
Летопись окаменелостей предполагает, что кашалоты были более распространены в миоцене, в течение которого существовали основные линии (такие как Zygophyseter и Brygmophyseter); другие ископаемые роды, отнесенные к Physeteridae, включают Ferecetotherium, Helvicetus, Idiorophus, Diaphorocetus, Aulophyseter, Orycterocetus, Scaldicetus и Placoziphius, в то время как ископаемые роды Kogiidae включают Kogiopsis, Scaphokogia и Praekogia. Самые ранние Kogiidae известны из позднего миоцена, около 7 миллионов лет назад.
Тесная связь между существующими Physeteridae и Kogiidae подтверждается недавними молекулярными исследованиями с использованием митохондриального цитохрома b,; на основе этих анализов их ближайшими родственниками, по-видимому, являются Ziphiidae с одной стороны, и Mysticeti и Platanistidae с другой. В последней цитируемой статье также высказывается за объединение Physeteridae и Kogiidae в одно надсемейство, Physeteroidea, как иногда предлагалось ранее. Bianucci & Landini, 2006, предполагают, что Diaphorocetus, Zygophyseter, Naganocetus и Aulophyseter предшествует предполагаемому разделению Kogiidae и Physeteridae, что ограничивает семейство Physeteridae теми родами, которые датируют это разделение позже (кладистический взгляд).

## Классификация
Они являются членами отряда Odontoceti, подотряда, в который входят все зубатые киты и дельфины. Предположения о том, что кашалоты могут быть сестринской группой усатых китов, были опровергнуты молекулярными и морфологическими данными, подтверждающими монофилию Odontoceti, включая кашалотов. Единственный существующий вид рода Physeter относится к семейству Physeteridae. Два вида родственного существующего рода Kogia, карликовый кашалот K. breviceps и карликовый кашалот K. simus, иногда также помещают в это семейство, или же помещают в их собственное семейство, Kogiidae.
Краткое изложение классификации существующих и вымерших (†) таксонов выглядит следующим образом:
- Physeteroidea, sperm whales
  - Stem physeteroids[8]
    - †Acrophyseter
    - †Albicetus
    - †Aulophyseter
    - †Brygmophyseter (= Naganocetus)
    - †Diaphorocetus
    - †Eudelphis
    - †Livyatan[9]
    - †Miophyseter[10]
    - †Orycterocetus
    - †Rhaphicetus[11]
    - †Zygophyseter

  - Physeteridae, sperm whales
    - †Cozzuoliphyseter[12]
    - †FerecetotheriumОшибка: некорректно задана дата установки (исправьте через подстановку шаблона)
    - †HelvicetusОшибка: некорректно задана дата установки (исправьте через подстановку шаблона)
    - †Idiophyseter
    - †Idiorophus
    - †Orycterocetus
    - Physeter, sperm whales

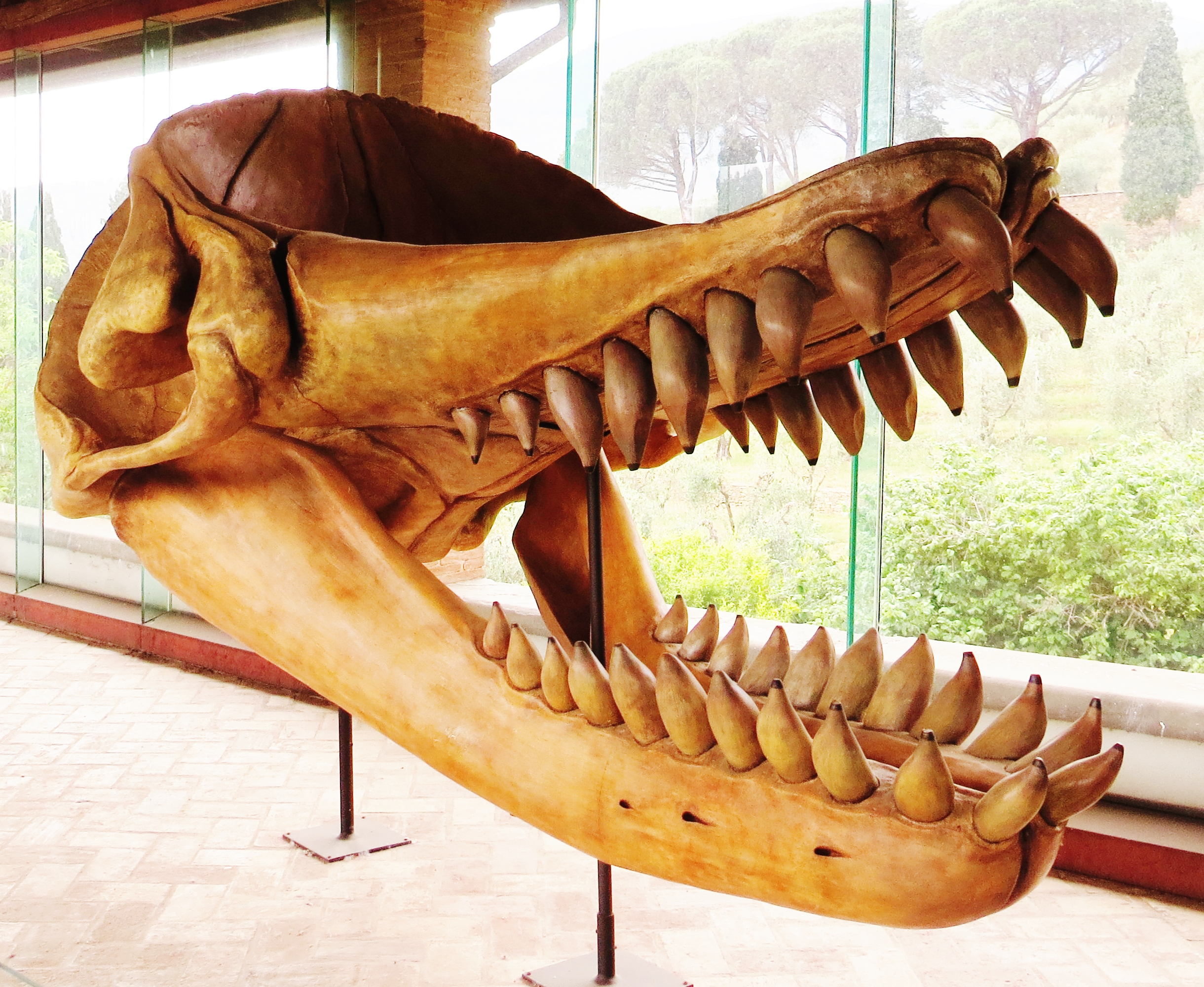
Череп мелвиллова левиафана

      - Physeter macrocephalus, sperm whale

    - †Physeterula
    - †Placoziphius[8]
    - †Preaulophyseter[13]
    - †Scaldicetus

  - Kogiidae
    - †Aprixokogia
    - Kogia, small sperm whales
      - Kogia breviceps, pygmy sperm whale
      - Kogia sima, dwarf sperm whale
      - †Kogia pusilla

    - †Kogiopsis
    - †Praekogia
    - †Scaphokogia
    - †Thalassocetus[14]

### Nomina dubia
- †Eucetus
- †Graphiodon
- †Homocetus
- †Hoplocetus
- †Orcopsis
- †Palaeodelphis
- †Paleophoca
- †Physetodon
- †Physodon
- †Physotherium
- †Priscophyseter
- †Prophyseter
- †Scaptodon
- †Ziphoides